# Iloš Crhonek
Iloš Crhonek (10. ledna 1932 Brno – 7. ledna 2025) byl český historik umění.

## Profesní zájem
Ve své odborné práci přispěl ke zhodnocení brněnské architektury 20. a 30. let dvacátého století. Iloši Crhonkovi se podařilo během dlouholetého působení v Muzeu města Brna rozšířit muzejní fond o sbírky pozůstalosti téměř všech brněnských architektů meziválečného období. Na propagační činnosti se podílel formou pořádání výstav, sbírání monografií a tvorby televizních dokumentů.

## Dílo
- Brno na přelomu 19. A 20. století / Brno at the turn of the twentieth century: vlastním nákladem, 2021[3]